# Gymnázium Broumov

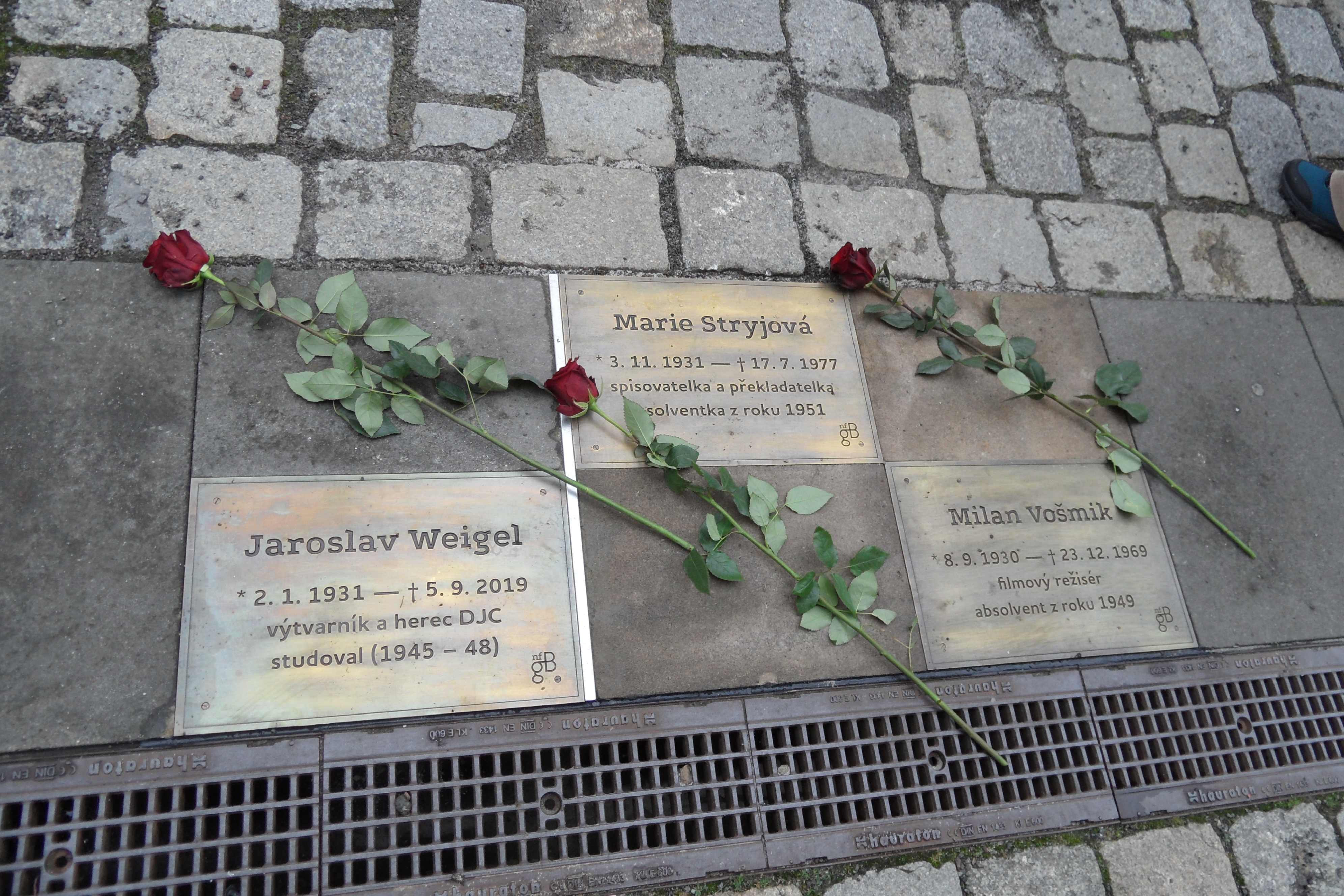
Chodník slávy Gymnázia Broumov - pocta slavným absolventům

Gymnázium Broumov je všeobecné čtyřleté a osmileté gymnázium. Sídlí v Broumově, v ulici Hradební 218. Navazuje na tradici Státního reálného gymnázia v Broumově, založeného v roce 1945, a volně také na tradici klášterního gymnázia, které vzniklo v roce 1624.

## Dějiny

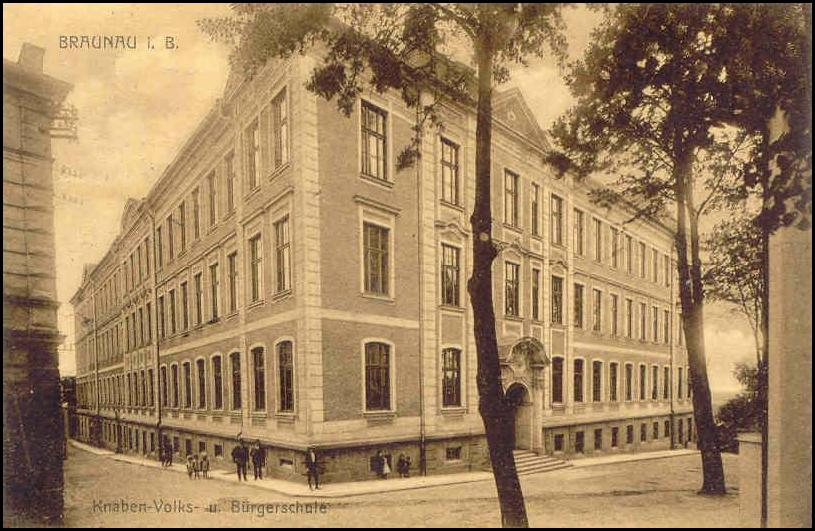
Broumov, německá chlapecká obecná a měšťanská škola 1914.

Tradice vzdělávání sahá v Broumově až do 14. století. Podle organizačně-správních změn prošla škola do roku 1945 čtyřmi základními časovými úseky:
- klášterní škola (1306–1618)
- klášterní gymnázium (1624–1778)
- veřejné gymnázium (1779–1938)
- státní vyšší škola (1939–1945), přeměněná na tzv. německé čtyřtřídní gymnázium z důvodu odtržení Sudet od Československa [3]

V říjnu 1945 bylo znovu zahájeno české vyučování na broumovském gymnáziu. To bylo umístěno v budově bývalé německé chlapecké školy na Kostelním náměstí. Slavnostní otevření školy proběhlo 3. února 1946 za přítomnosti tehdejšího ministra školství Zdeňka Nejedlého. Dne 4. března 1946 profesorský sbor navrhl, aby škola nesla název Státní reálné gymnasium dr. Zdeňka Nejedlého. Tento návrh byl následně Ministerstvem školství schválen.

## Budova

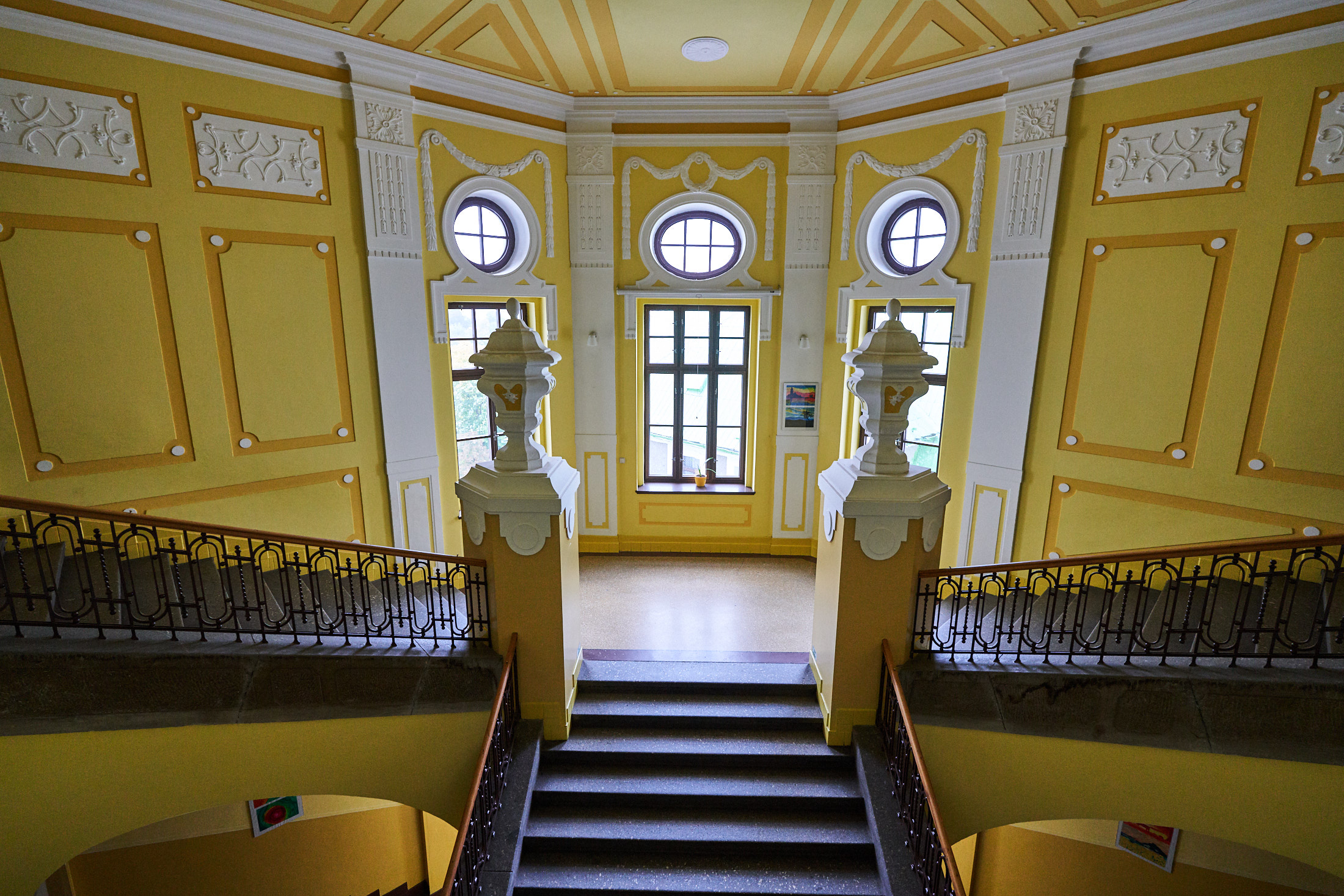
Interiér školy

Budova gymnázia byla postavena roku 1909 na místě staré školy a tří menších domků. Autorem projektu (původně zamýšleného jako objekt chlapecké obecné a měšťanské školy) byl broumovský stavitel Franz Wilde (též autor přestavby radnice v Hodkovici nad Mohelkou).
V několika místnostech v křídle nad parkem Alejka bylo zpočátku umístěno okresní hejtmanství a zasedací sál starostenského úřadu. V budově školy byla také umístěna část sbírek města Broumova.
V současné době využívá třetinu budovy ZŠ Hradební.
V sobotu 20. června 2020 byl odhalen chodník slavných absolventů s prvními pamětními deskami. Oceněni byli herec Jaroslav Weigel, spisovatelka Marie Stryjová a režisér Milan Vošmik.

## Ředitelé školy
- Jaroslav Svatoň (1945–1948)
- Dr. Ludmila Svobodová (1948–1950)
- Miloslav Crha (1950–1962)
- Vítězslav Tremčinský (1962–1965)
- František Janeček (1965–1970)
- Josef Láska (1970–1975)
- Mgr. Jan Holý (1975–2003)
- PaedDr. Karel Výravský (2003–2018)
- Mgr. Jiří Ringel (od r. 2018)

## Nadační fond
Nadační fond gymnázia v Broumově (NFGB) spolufinancuje aktivity žáků a učitelů přímo ve škole nebo i v mimoškolní činnosti. NFGB byl založen v roce 1999 a navázal na činnost Nadace GB, založené v roce 1994. K činnosti NFGB v podpoře mimoškolních aktivit se využívají dary, dotace a grantové finanční příspěvky získané od města Broumov a dalších obcí, firem i jednotlivců, včetně studentů a jejich rodičů. NFGB zajišťuje a sponzoruje slavnostní předání maturitních vysvědčení, organizuje ples nadačního fondu. Vyhodnoceným studentům a studentkám na slavnostním večeru předá tradiční Ocenění NFGB pro nejlepší studenty školy za školní rok. NFGB vymýšlí, zpracovává a podává vlastní granty na činnost v souladu se statutem a spolufinancuje i granty podané Gymnáziem Broumov. Činnost NFGB je řízena šestičlennou správní radou NFGB, správné hospodaření s prostředky a majetkem kontroluje revizor NFGB.

## Významní absolventi gymnázia
- Bohumil Culek, děkan Dopravní fakulty Univerzity Pardubice[9]
- Jiří Fábera, významný člen ČSAV, ředitel Matematicko-fyzikálního ústavu ČSAV
- Karel Gult, sólista Hudebního divadla Karlín, zpěvák
- Vlastimil Havlík, historik umění
- Arnošt Hladík, didaktik fyziky, MFF UK Praha
- Kamil Janiš, psycholog, sexuolog, pedagog, Univerzita Hradec Králové
- Josef Jeník, rektor Vysoké školy chemicko-technologické Pardubice
- Jiří Kopáček, přednášky na MFF UK Praha
- Miloslav Kučera (1942), režisér, politik
- Iva Kudláčková-Pichová, členka AV ČR, Ústav organické chemie a biochemie
- Marie Lorencová, divadelní režisérka
- Olga Martincová (1945), lingvistka, spoluautorka nových Pravidel českého pravopisu
- Lucie Němečková, dramaturgyně Divadla F. X. Šaldy Liberec, Divadla na Vinohradech, Klicperova divadla HK a Husy na provázku Brno
- Josef Novák (1955–2018), manažer VEBY Broumov
- Josef Paleček (1932), malíř, grafik, ilustrátor dětské literatury
- Libuše Palečková-Skočdopolová, režisérka animovaných filmů
- Jiří Petr, rektor Vysoké školy zemědělské Praha
- Lenka Řehůřková-Malinová, zpěvačka
- Jan Šolta, vysokoškolský pedagog, ekonom
- Marie Stryjová (1931–1977), spisovatelka
- Milan Vošmik (1930–1969), režisér dětských filmů
- Jaroslav Weigel (1931–2019), výtvarník, herec Divadla Járy Cimrmana
- Jana Wienerová-Kuchtová, výtvarnice
- Josef Zolman, vysoký úředník Ministerstva zdravotnictví USA